# Belmonte de Miranda
Belmonte de Miranda (en asturiano: Miranda) es un concejo español de la comunidad autónoma del Principado de Asturias. Limita al norte con Salas, al este con Grado, al sur con Somiedo y Teverga y al oeste con Tineo. La capital de este concejo es Belmonte. Cuenta con una población de 1437 habitantes (INE 2020).
Su capital Belmonte (en asturiano: Balmonte) se halla a 200 m sobre el nivel del mar, aunque su territorio supera en un 70 %, la media de 800 m. Tiene una extensión de 208 km². La AS-227 cruza longitudinalmente todo el sector occidental y es su principal vía de comunicación. 

## Geografía

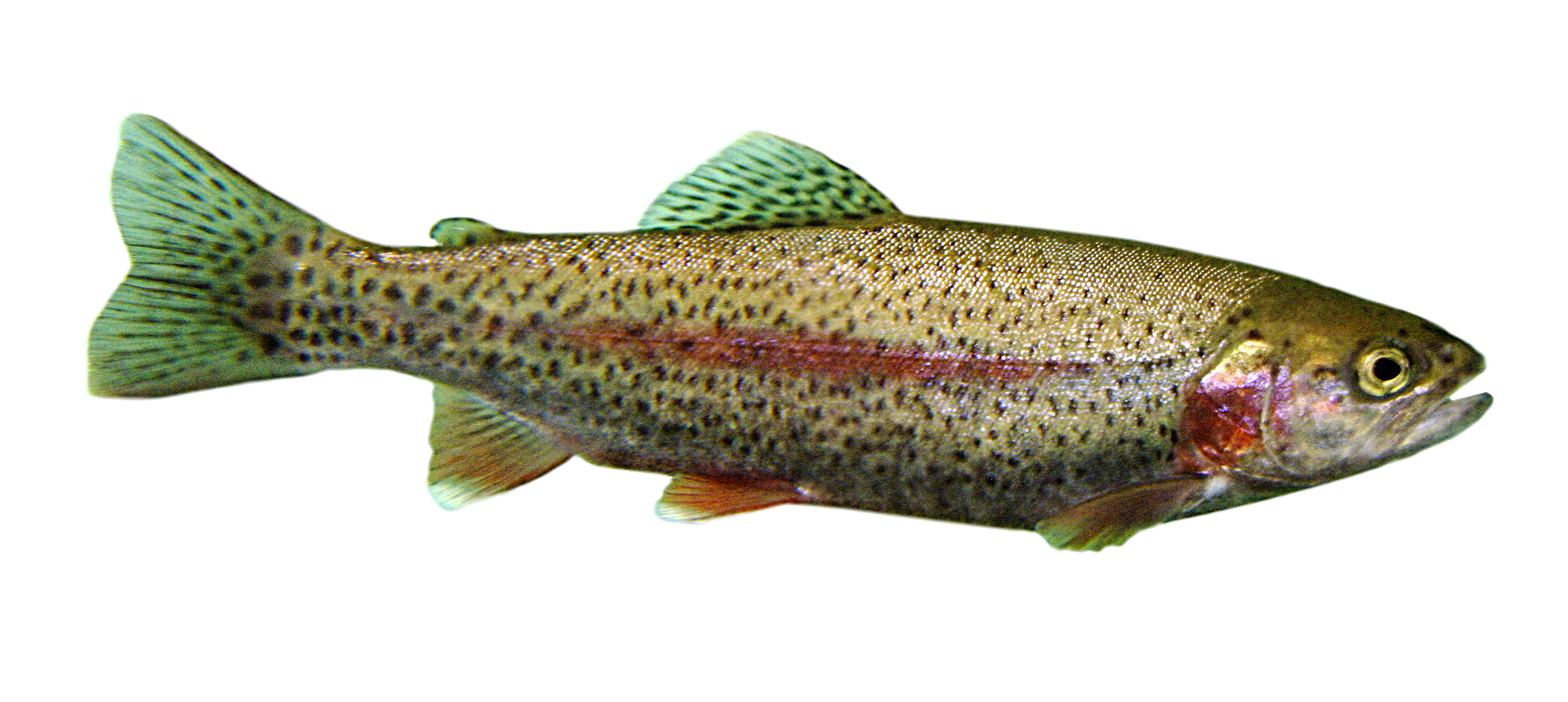
Trucha común

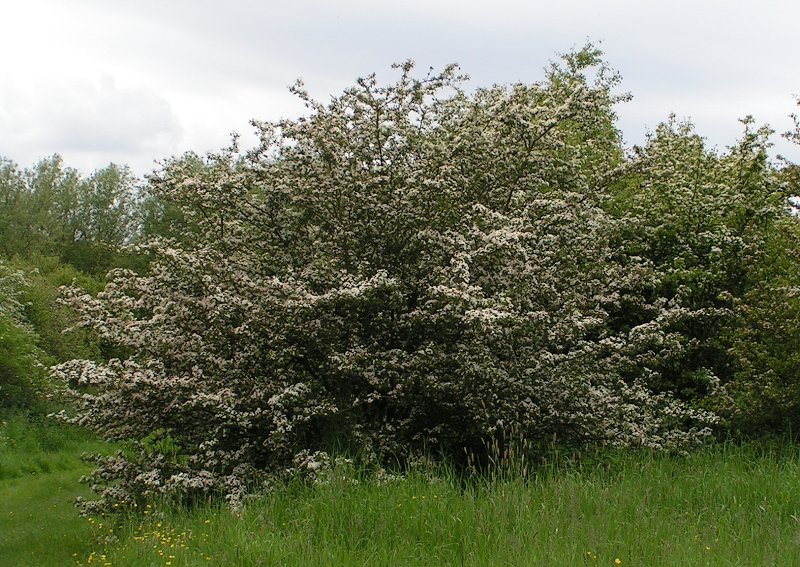
Espino en flor

El concejo tiene un espacio privilegiado desde el punto de vista medioambiental, con numerosos espacios vegetales y autóctonos. El sector suroriental del concejo forma parte del parque natural de Somiedo. La belleza de su ecosistema, ha obligado a las autoridades a ampliar los límites del parque natural de Somiedo a las tierras limítrofes del concejo de Belmonte. Su secular aislamiento permitió su conservación, con una importante masa arbórea, en la que dominan las especies forestales autóctonas: bosques de robles, de espinares, de castaños, etc. 

### Orografía
Su orografía está determinada por la Región de Pliegues y Mantos de Somiedo, con una antigüedad geoestructural de 350 a 550 millones de años, todos estos empujes orogénicos formaron unas barreras de montañas, cuyo principal eje, lo constituye la cuenca del río Pigüeña que actúa como un pasillo, atravesando de sur a norte todo el municipio.
Las cimas más importantes se alcanzan en la sierra de la Manteca y su pico de mayor altitud es el Horru, que se eleva a 1527 m. Otros picos de esta misma sierra son: La Chana de 1388 m, Los Calostros del Pousadoiro entre 1428 y 1474 m, por el norte esta sierra se comunica con el macizo de peña Aguda, cuyo pico más alto es El Courío de 1017 m. Hacia el sur por el margen derecho del río Pigueña, se alza la sierra de La Bustariega, su pico de mayor altitud es la Forca de 1488 m que marca los límites entre los concejos de Somiedo y Belmonte.

### Hidrografía
El concejo está atravesado de sur a norte por la cuenca del río Pigüeña. En este río se practica generalmente la pesca de la trucha. El Pigüeña es afluente del río Narcea, el otro gran río que delimita por la zona septentrional del concejo con Salas y en él es habitual la pesca del salmón.

## Historia

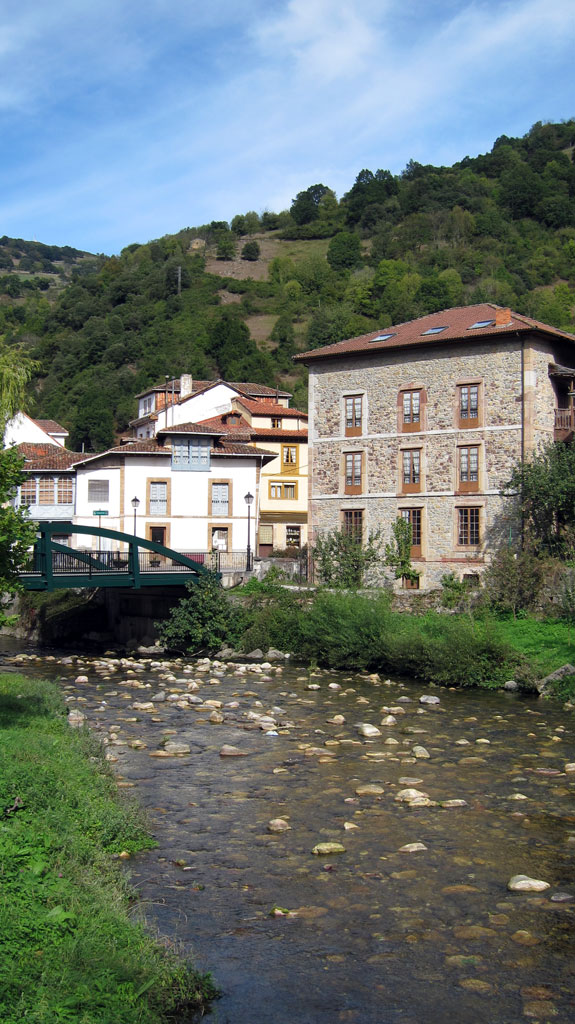
Río Pigüeña

### Prehistoria y Edad Antigua
Como el resto del interior montañoso del occidente asturiano, este concejo no cuenta, de momento, con pruebas de la presencia del hombre paleolítico. Es necesario esperar a la neolitización para detectar los restos arqueológicos más antiguos de la demarcación. Se trata de estructuras tumulares aisladas que se encuentran en sus límites montañosos con Grado y Somiedo. Hay monografías recientes que atribuyen, con dudas, a este mismo municipio la aparición de una hoz metálica correspondiente al periodo final de la Edad del Bronce.
La cultura castreña tampoco se halla bien estudiada en este sector del occidente asturiano. Hasta hace bien poco solo había sido localizado un castro en los actuales términos concejiles, el del pico Cervera que está catalogado como parte de la zona oriental pésica. Sin embargo, actuales estudios y sistemáticos trabajos prospectivos han ampliado notablemente el registro de castros identificados en el concejo como ponen de manifiesto los nuevos mapas de distribución o algunas recientes tesis doctorales. Quizás el hallazgo arqueológico anterior a los romanos más sorprendente sea el ídolo de Llamoso, escultura ginecomorfa dada a conocer por Juan Uría Ríu y que ha sido atribuida, en ocasiones, al periodo final de la Edad del Bronce y, en otras, debido a su emplazamiento cercano a un emplazamiento castreño, a las creencias de los astures; lo que está claro es que el ídolo es una representación de algún aspecto relacionado con el complejo mundo mental del sustrato indígena anterior a la llegada del poderoso influjo de la cultura romana.
El más importante reflejo material de la influencia ejercida por la romanización se detecta en las intensas labores mineras localizadas, cuya riqueza aurífera constituyó, sin duda, el principal atractivo para la dominación romana del occidente astur. Se registran más de una docena de explotaciones en el concejo divididas en cuatro grupos: en el valle del Pigüeña (Alvariza), en el del Narcea a su paso por el concejo (Castañedo), en la zona comprendida entre las sierras de Bixega y Cauríu (La Brueba, Antoñana y Villaverde), y en la cuenca del río Cauxa (El Valle-Boinás, Las Caulinas y Valbona); las labores en esta zona se realizaron tanto sobre aluvión como en roca. Quizás en relación con la vigorosa actividad minera, la vía romana que unía la Meseta con Asturias (El Camino Real del Puerto de la Mesa), avanzaba hacia el corazón de Asturias a lo largo de la línea de cumbres de la sierra de Porcabezas, que separa los actuales concejos de Belmonte de Miranda y Grado. Recientemente el cuadro de la romanización de esta comarca ha sido completado por el hallazgo de L'Auteiru, en Villaverde, una lápida romana procedente de una reutilización que ha sido fechada entre el siglo I y el II.

### Edad Media
Resulta complicado fechar históricamente el nombre de Miranda al de Belmonte, apareció en la Edad Media como un territorio que más o menos podría estar en esta zona. La historia de este concejo está unida a la construcción del monasterio de Belmonte, antiguamente llamado monasterio de Lapedo. Su primera fundación se remonta a la primera mitad del siglo XI y fue acometida por los condes Pelayo Froilaz y su esposa Aldonza Ordóñez, hija de Ordoño Ramírez el Ciego. El 4 de octubre de 1032, el rey Bermudo III, permutó la villa de Lapedo que había sido de la reina Velasquita de León, por la villa llamada Framiliani que los condes habían adquirido anteriormente a Munio Díaz. Los condes fundaron en este lugar el monasterio de Lapedo bajo el «régimen de herederos» o privado, común en aquellos tiempos, y como un refugio espiritual. Después de la muerte de los condes, el monasterio se repartió en varias raciones entre sus herederos. Una de las herederas fue su hija Jimena Peláez, la esposa del conde Bermudo Ovéquiz, padres de varios hijos, entre ellos Alfonso Bermúdez.
Fue refundado como monasterio cisterciense en el siglo XII por su bisnieto, el conde Pedro Alfonso —hijo de Alfonso Bermúdez— y su esposa María Froilaz, hija del conde Fruela Díaz. Con el fin de reunir todas las propiedades del monasterio, Pedro Alfonso compró a los herederos sus raciones. También recibió, como donación, el 23 de junio de 1141 la parte que correspondía a su hermano Gonzalo, así como la ración que le donó el 29 de junio de 1141 su primo hermano Vela Gutiérrez. A principios de julio de 1141, una vez que había reunido todas las propiedades, el conde Pedro Alfonso entregó el cenobio a los monjes cistercienses, probablemente procedentes del monasterio de Santa María de Carracedo.
Alfonso VII de León en 1142 realizó una generosa donación al monasterio de varias tierras de su realengo, entre ellas, las villas de San Julián de Pionia, Oviñana y Alaba. El 12 de marzo de 1151, el rey también otorgó un privilegio al monasterio, considerado como «el fuero o carta fundacional», por el cual se determinaba «su jurisdicción territorial, civil y criminal, se establece su coto, se señalan sus inmunidades y se le confirma la posesión de todas sus heredades». Pocos días después, el 19 de marzo, el conde Pedro y su esposa donaron más propiedades al monasterio y, en el mismo día, donaron el monasterio, «con todas sus pertenencias, heredades, derechos y ganancias» al rey Alfonso VII. De esta forma, el monasterio pasó al patronato regio. De este monasterio de Lapedo, no queda piedra alguna. Determinó la historia del concejo y su predominio sobre el resto de monasterios de la zona.

### Edad Moderna
En los actuales territorios, estaban las tierras de Miranda Alta y Miranda Baja y entre ambos el coto abacial de Santa María de Lapedo. Luego había dos jurisdicciones, la primera con capital en Selviella y la segunda la de Lapedo, donde había un pequeño poblado que se llamaba Belmonte. Las gentes que estaban en las tierras monásticas vivían bajo una férrea jurisdicción de los abades, mientras que quienes habitaban Miranda, tenían representantes propios en la Junta General del Principado. En 1827 el coto pasa a ser por decreto agregado al concejo de Miranda, al ser la villa de Belmonte más importante y estar mejor situada, estableciéndose en ella la cabeza del partido judicial.

### Edad Contemporánea
La historia de este concejo permanece unida al monasterio hasta el siglo XIX, monopolizando los monjes, no solo tierras sino también sojuzgando a sus habitantes, dándose el caso de que no podían contraer matrimonio sin el permiso de los abades. Esta férrea actitud se acabó, con el decreto de la desamortización de Mendizábal, que hizo que la revancha del campesinado fuera rápida y se apresurara a no dejar piedra sobre piedra del convento de Lapedo.
En aquellas circunstancias muy pocas familias eran libres y las que eran pertenecían a la nobleza secundaria. El mayor colectivo lo constituían, los vaqueiros de alzada, a quienes se les cedía la explotación de pastos y rebaños, que fueron adquiriendo progresivamente la propiedad de los rebaños, más que de las tierras, sobre todo porque los pastos adquirieron propiedad comunal, al subir todas las personas a los mismos pastos de la montaña.
La historia de este concejo siempre ha sido ganadera, si se destaca como paréntesis, la construcción por Hidroeléctrica del Cantábrico de la central de Miranda, que dio al concejo una época de bonanza, recordada como "la época de las obras", ya que fue tal la cantidad de puestos de trabajo, más de 1800, que llegaron de todas partes de Asturias.

## Flora y fauna
El sector suroriental del concejo forma parte del parque natural de Somiedo. En él se dan una gran variedad de especies forestales autóctonas: bosques de robles, de espinares, de castaños, etc. Por encima de los 800 m abundan las zarzas y helechos, habitando diversas especies como lobos, zorros, tejones, corzos, jabalís y una población de oso pardo que va en aumento.
Dentro de su fauna piscícola, el rey es el salmón en los numerosos cotos que hay en el Narcea. En el río Pigüeña y sus afluentes, sigue habiendo salmones pero la especie predominante es la trucha. Esta recuperación ambiental es debida a toda la política de repoblación de los ríos del concejo.

## Demografía
Belmonte de Miranda cuenta con una población de 1394 habitantes (INE 2024).
| Gráfica de evolución demográfica de Belmonte de Miranda entre 1842(1) y 2021                                                                                  |
| |
| (1) En estos censos se denominaba Miranda Población de derecho según los censos de población del INE Población de hecho según los censos de población del INE |

En Belmonte de Miranda la evolución de la población a lo largo del último siglo difiere muy poco de la pauta de comportamiento observada en los concejos de la montaña asturiana, de forma que el despoblamiento y la alteración de las estructuras son los rasgos más importantes en los últimos 100 años, perdiendo casi 6000 habitantes en este período, aunque esta pérdida no ha sido ni constante ni homogénea. Hasta la década de los 60 el descenso fue moderado y progresivo, produciéndose por contra después una auténtica fase de despoblación coincidiendo con las corrientes migratorias hacia los espacios industriales del centro de Asturias, Gijón y Avilés especialmente y en un número muy elevado también hacia los concejos de la cuenca minera, coincidiendo con el apogeo y gran demanda de mano de obra de esta zona. No obstante y pese al duro proceso de reconversión industrial y especialmente minero, la población no ha vuelto al concejo y el declive poblacional continua aún hoy en día.
Tampoco la disminución ha sido homogénea, así las zonas más altas y peor comunicadas, donde la vida era más difícil, tuvieron mayores pérdidas, estando muchos núcleos deshabitados o con muy pocos vecinos de edades muy avanzadas. Las partes bajas, mejor comunicadas y más aptas para la agricultura y la ganadería, sufrieron un descenso relativamente mucho menor. Todo este descenso ha producido un cambio en la estructura demográfica, ya que más del 50 % de la población pasa de los 60 años, y más del 62 % supera los 50 años.

## Economía
La actividad económica de esta población continua centrada en el sector primario, presentando una agricultura dirigida básicamente hacia el autoabastecimiento. Por lo que respecta a su cabaña ganadera cada año que pasa desciende más. 
El sector secundario es casi irrelevante, si bien, las instalaciones de las centrales hidroeléctricas de Miranda y de La Barca, ambas explotadas por HC Energía, se encuentran en el territorio del concejo.
Recientemente se ha reabierto la explotación aurífera de El Valle-Boinás con la empresa Orvana, trabajando allí numerosos jóvenes de la zona. Casi una tercera parte de la población se dedica al sector servicios, siendo cada día más frecuentes los negocios de hostelería.

## Administración y política

### Gobierno municipal
En el concejo de Belmonte de Miranda, desde 1979 hasta 2011 gobernó el socialista Roberto Pérez López; en 2011 pasa a gobernar la socialista Rosa María Rodríguez González hasta 2023, año en que el retira su candidatura a la reelección. En las elecciones locales de mayo de 2023 sale elegido como alcalde el socialista Gilberto Alonso Suárez. Además, cabe destacar la pérdida de ediles en el Ayuntamiento que ha sufrido este concejo motivado por la pérdida de población, pasando en las elecciones municipales de 2003 de tener 11 ediles a las de 2007 en las que solo tuvo 9. Actualmente los ediles se mantienen en 9.
| Periodo   | Nombre                        | Partido | Partido                                    |
| --------- | ----------------------------- | ------- | ------------------------------------------ |
| 1979-2011 | Roberto Pérez López           |         | Federación Socialista Asturiana (FSA-PSOE) |
| 2011-2023 | Rosa María Rodríguez González |         | Federación Socialista Asturiana (FSA-PSOE) |
| 2023-act. | Gilberto Alonso Suárez        |         | Federación Socialista Asturiana (FSA-PSOE) |

| Partido político    | Partido político                                                                                | 1979   | 1983   | 1987   | 1991   | 1995   | 1999   | 2003   | 2007   | 2011   | 2015   | 2019   | 2023   |
| Partido político    | Partido político                                                                                | Ediles | Ediles | Ediles | Ediles | Ediles | Ediles | Ediles | Ediles | Ediles | Ediles | Ediles | Ediles |
|                     | Federación Socialista Asturiana (FSA-PSOE)                                                      | 6      | 7      | 9      | 8      | 7      | 7      | 7      | 5      | 5      | 6      | 6      | 5      |
|                     | Alianza Popular (AP)-Partido Popular (PP)                                                       | —      | 3      | 2      | 2      | 4      | 4      | 4      | 4      | 2      | 3      | 3      | 1      |
|                     | Partido Comunista de España (PCE)-Izquierda Unida (IU)-Bloque por Asturies (BA)-Los Verdes (LV) | 1      | 1      | 0      | 1      | 0      | 0      | 0      | 0      | 0      | 0      | 0      | —      |
|                     | Foro Asturias (FAC)                                                                             | —      | —      | —      | —      | —      | —      | —      | —      | 1      | —      | —      | —      |
|                     | Partido Progresista de Belmonte (PPBM)                                                          | —      | —      | —      | —      | —      | —      | —      | —      | 1      | —      | —      | —      |
|                     | Unión de Centro Democrático (UCD)-Centro Democrático y Social (CDS)                             | 5      | 0      | —      | —      | —      | —      | —      | —      | —      | —      | —      | —      |
|                     | Independientes                                                                                  | 1      | —      | —      | —      | —      | —      | —      | —      | —      | —      | —      | —      |
|                     | España Vaciada                                                                                  | —      | —      | —      | —      | —      | —      | —      | —      | —      | —      | —      | 3      |
| Total de concejales | Total de concejales                                                                             | 13     | 11     | 11     | 11     | 11     | 11     | 11     | 9      | 9      | 9      | 9      | 9      |

### Organización territorial
Los habitantes del concejo se reparten en 66 núcleos principales y forman 15 parroquias, de las cuales la más extensa es Belmonte, con 32,1 kilómetros cuadrados y la menor Almurfe con 5,9 (nombres oficiales entre paréntesis):
- Agüera (Augüera)
- Almurfe
- Begega (Bixega)
- Belmonte (Belmonte/Balmonte)
- Castañedo (Castañéu)
- Cuevas
- Las Estacas
- Leiguarda (Lleiguarda)
- Llamoso (Ḷḷamosu)
- Montovo (Montoubu)
- Quintana
- San Bartolomé
- San Martín de Lodón (Samartín de Llodón)
- San Martín de Ondes (Samartín d'Ondes)
- Vigaña

## Cultura

### Arte

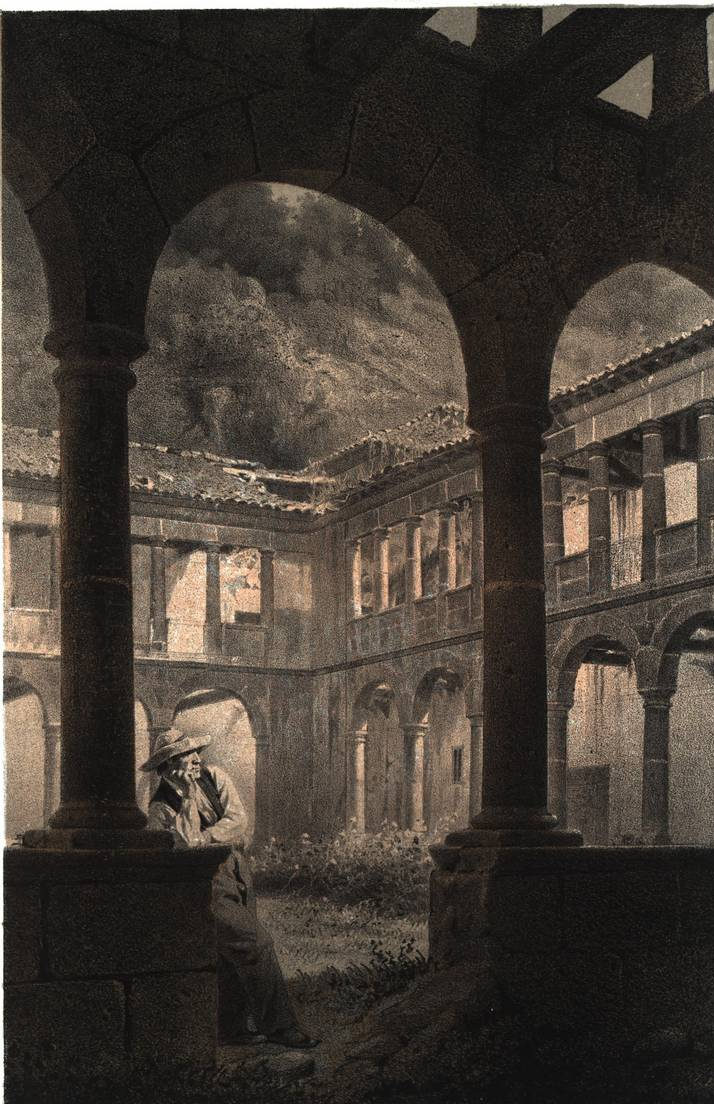
Monasterio de Belmonte en Recuerdos y bellezas de España (1855)

Su historia artística está unida hasta el siglo XIX, al monasterio cisterciense de Santa María de Lapedo, el cual fue enriquecido a lo largo de los siglos por monarcas y particulares, siendo uno de los más poderosos de todo el Principado de Asturias. Con la Desamortización de Mendizábal, su estructura fue destrozada rápidamente, quizás por el odio de la gente del lugar, debido a la opresión de los monjes sobre la zona. Del monasterio solo quedan tres leones, el pintor Francisco Javier Parcerisa realizó una litografía del claustro que era espacioso de orden toscano, con pórtico bajo, galería alta y abierto a todos los rayos del sol. El ayuntamiento de Belmonte de Miranda, utilizó los materiales procedentes del monasterio para construir obras civiles.
Entre estas obras arquitectónicas están:
- La torre de Quintana: del siglo XV, reformada con añadidos, es un edificio de tres pisos levantados con mampostería y sillar, en las paredes se abren saeteras y ventanas de diversas formas, en el último piso destaca un matacán en voladizo para su defensa.

- El Palacio de Cienfuegos, a orillas del Pigüeña en el pueblo de Agüera, es un Monumento Histórico Artístico del siglo XVII. Es un palacio-casona típico de la construcción local, sin ornamentación escultórica, solo con el escudo en la fachada. Edificio rectangular con cuatro fachadas, patio central, torre posterior y capilla. En la fachada principal están los balcones con disposición simétrica, puerta amplia y con dintel, sobre ella el escudo de los Cienfuegos. En la fachada posterior destaca la torre con la puerta en el centro y encima un balcón con repisa rectangular. Sobre la cornisa original se ha levantado un tercer piso. En el patio, la galería de madera está sustentada por columnas de piedra con capiteles de caras planas. La capilla está en el extremo derecho, es de planta cuadrada y se cubre con bóveda. Carece de decoración exterior, excepto por un arco sobre la puerta y dos ventanas pequeñas en los laterales. Todo el conjunto está construido con mampostería.

- La iglesia de San Martín de Leiguarda, con orígenes del siglo XV, pero ampliada en los siglos siglo XV y XV y añadido el pórtico en el XIXV. Lo más destacable es la portada en arco de medio punto despiezado en grandes dovelas y enmarcado por chambrana con bolas enfiladas.

- La iglesia de San Bartolomé de Miranda, es sencilla con una sola nave y dos capillas del siglo XVII.

- El Juzgado de Belmonte, promovido por doña Concha Heres, esposa de un emigrante a Cuba. El edificio se hizo en 1926, de estilo montañés, con dos plantas y torre en esquina. Como curiosidad, Concha Heres no lo donó, lo alquiló como juzgado.

- La Fragua Romana "El Machuco", un molino de agua muy antiguo.

### Fiestas
La villa de Belmonte celebra la fiesta de San Antonio, o el día de la Gira, que es último domingo de agosto. Otras fiestas del concejo que se destacan son: la de San Fructuoso que se celebra en Agüera el mes de julio, la de San Julián el 7 de enero en la misma localidad, la romería campestre de La Corredoira el primer domingo de septiembre, los Dolores el tercer fin de semana de septiembre y el Rosario, que se celebra el segundo fin de semana de octubre en Vigaña de Arcello.

## Deporte
Uno de los principales eventos deportivos de Belmonte es la Cantábrica Granfondo, que forma parte del circuito Asturias Challenge. Consta de dos etapas, una cronoescalada y el propio granfondo. Se celebra a finales del mes de abril y logra congregar a varios centenares de participantes. Consta de dos etapas y es puntuable para el circuito de cicloturismo Asturias Challenge  En ésta prueba han participado ciclistas de la talla de Iban Mayo o David López.